# România neîmblânzită (film)
România neîmblânzită este un film documentar despre natura din Munții Carpați și Delta Dunării. Rezultat al colaborării dintre o casă de producție (Off the Fence), o companie (Auchan) și o fundație ecologistă (The European Nature Trust), lungmetrajul lansat în 2018 este o pledoarie pentru cunoașterea mai amănunțită a florei și faunei din România, pentru importanța științei, pentru grija arătată mediului.

## Rezumat
Dincolo de forfota orașelor, există o viață naturală fabuloasă. Neștiute de nimeni, milioane de plante și animale dau un spectacol plin de măreție, grație, ferocitate, candoare, umor. Filmul România neîmblânzită este o incursiune de 90 de minute în acest univers uimitor, zonele de interes major fiind pădurile din Munții Carpați, nesfârșitele canale ale Deltei Dunării, Transilvania. Imaginile îți taie respirația, informația științifică despre plante și animale e bine dozată, muzica a fost compusă anume pentru peliculă.

## Versiuni
România neîmblânzită beneficiază de două versiuni: una în limba română (cu vocea actorului Victor Rebengiuc) și una în limba engleză (cu vocea actorului Mark Strong). Niciuna dintre versiuni nu este dublajul celeilalte. În afară de voce, România neîmblânzită și Untamed Romania prezintă și mici diferențe de scenariu. Finalul versiunii românești a fost scris de producătorul Alex Păun, în vreme ce finalul versiunii internaționale aparține regizorului Thomas Barton-Humphreys. 

## Coloană sonoră
Muzica din România neîmblânzită este creația originală a compozitoarei britanice Nainita Desai. Odată scrise, piesele au fost înregistrate în două etape: o parte dintre ele, cu un grup de 16 instrumentiști profesioniști din Londra; celelalte, la Cardiff, cu Orchestra Națională B.B.C. a Țării Galilor. Sesiunea din Cardiff a folosit 73 de instrumentiști. Până să intre în echipa României neîmblânzite, Nainita Desai a compus melodii pentru zeci de filme (mai ales, documentare), unele dintre pelicule căpătând premii sau nominalizări la Oscar, Cannes, B.A.F.T.A. și Emmy. Tot ea a semnat piesa cu care B.B.C. a deschis transmisiunea nunții dintre principele Harry și actrița Meghan Markle.

## Conținut științific
Pentru acuratețea informației din film, regizorul Thomas-Barton Humphreys a colaborat cu o echipă de documentariști britanici. Într-o a doua etapă, narațiunea a fost verificată și de specialiști din România. Este vorba de Ioan Coroiu (doctor în biologie), Paulina Anastasiu (doctor în biologie), Carmen Postolache (decan al Facultății de Biologie, Universitatea din București), Constantin Ciubuc (doctor în biologie).

## Lansare
Avanpremiera versiunii în limba engleză a documentarului a avut loc, pe 18 martie 2018, la Washington, în cadrul unuia dintre cele mai importante festivaluri de film ecologic din lume: The Environmental Film Festival in the Nation’s Capital. A urmat un eveniment la Londra, British Academy of Film and Television Arts (B.A.F.T.A.) găzduind o proiecție pe 9 mai 2018.
Avanpremiera versiunii în limba română s-a petrecut, pe 21 martie 2018, la Teatrul Național din București, în prezența a peste 800 de invitați speciali (printre care și președintele României, Klaus Iohannis). Un public de 2500 de persoane a văzut documentarul la Cluj, pe 27 mai 2018, cu ocazia Festivalului Internațional de Film Transilvania (T.I.F.F.).
Pentru România neîmblânzită, data lansării propriu-zise este considerată 13 aprilie 2018, când a început difuzarea în cinematografele locale. Pentru Untamed Romania, data lansării propriu-zise este considerată 13 august 2019, când lungmetrajul a intrat, simultan, în catalogul a patru mari rețele digitale: Amazon Prime Video, iTunes, Google Play și Vimeo.

## Proiecții naționale
România neîmblânzită este, între filmele documentare cu subiectul său, primul care a intrat și în cinematografe. El a rulat vreme de 16 săptămâni, începând cu ziua de 13 aprilie 2018. Potrivit unui bilanț publicat de Adevărul și Spot Media, lungmetrajul a fost văzut de 81.538 de oameni și a generat, din bilete, venituri de 1.158.500 de lei. Numărul real al spectatorilor este însă greu de estimat, câtă vreme pelicula a beneficiat, în vara anului 2018, și de o serie de proiecții în aer liber, cu intrare gratuită, organizate în orașe lipsite de săli de cinematograf. 

## Proiecții internaționale
În intervalul martie 2018–martie 2021, România neîmblânzită a avut parte de 95 de proiecții internaționale cu public. 54 dintre evenimente au avut loc în Europa (Belgia, Bulgaria, Bosnia și Herțegovina, Estonia, Finlanda, Franța, Germania, Italia, Lituania, Marea Britanie, Olanda, Polonia, Portugalia, Slovacia, Slovenia, Ucraina, Ungaria), 20 de evenimente au fost găzduite în Asia (Afganistan, Armenia, Azerbaidjan, Indonezia, Iordania, Japonia, Kazahstan, Turcia), 19 evenimente s-au adresat publicului din America (Argentina, Columbia, Costa Rica, Jamaica, Mexic, Peru, Statele Unite), iar 2 evenimente s-au petrecut pe pământ african (Africa de Sud, Tunisia). În total, este vorba de 34 de țări de pe patru continente. Lista exhaustivă a proiecțiilor a fost publicată, în ianuarie 2021, de secția română a canalului Radio France Internationale.

## Rețele digitale
În data de 13 august 2019, lungmetrajul a intrat, simultan, în catalogul a patru mari rețele digitale: Amazon Prime Video, iTunes, Google Play, Vimeo. Amazon îl difuzează în 120 de țări, iTunes — în 70 de țări, Google — în 7 țări anglofone, Vimeo — în toată lumea. Începând cu 20 februarie 2020, documentarul a fost preluat și de Netflix. Difuzarea este globală. Publicul din țara noastră are acces la versiunea în limba română, câtă vreme în celelalte țări se transmite versiunea în limba engleză. 

## Subtitrări
Parcursul internațional al filmului a fost favorizat și de faptul că el beneficiază de trei subtitrări oficiale, cu bună ținută filologică. Pentru limba spaniolă, echipa de producție a apelat la traducătoarea Elena Borrás. Pentru italiană, a fost cooptat Bruno Mazzoni, unul dintre cei mai reputați româniști din peninsulă. Pentru franceză, s-a lucrat cu scriitorul Nicolas Cavaillès.

## Premii
În iunie 2019, la Deauville Green Awards (Franța), România neîmblânzită a primit trofeul de argint pentru „luptă împotriva încălzirii climatice“. În iulie 2019, la festivalul german NaturVision, coloana sonoră a câștigat competiția pentru „cea mai bună muzică într-un film documentar“. Coloană sonoră a fost remarcată și de Asociația Internațională a Criticilor de Muzică de Film. În februarie 2020, aceasta a distins-o pe Nainita Desai cu titlul „revelația anului“, juriul precizând că cel mai impresionat a fost de contribuția compozitoarei la România neîmblânzită.

## Legături externe
- „Un documentar de nota 10“ - Teodor Baconschi, Dilema Veche (2018)”, dilemaveche.ro, accesat la 6 iulie 2018
- „România neîmblânzită, fragilitatea vieții și gingășia morții“ - Rucsandra Cioc, Republica (2018)”, republica.ro, accesat la 27 iunie 2018
- „În absența micului dresor“ - Radu Paraschivescu, Dilema Veche (2018)”, dilemaveche.ro, accesat la 6 iulie 2018
- „România neîmblânzită – nu m-am plictisit nici un minut“ - Alina Bratosin Contributors (2018)”, contributors.ro, accesat la 27 aprilie 2018
- „Un soc al frumuseții“ - Radu Vancu, Dilema Veche (2018)”, dilemaveche.ro, accesat la 6 iulie 2018
- „România neîmblînzită și roiul de albine“ - Nicolae Drăgușin, Observator Cultural (2018)”, observatorcultural.ro, accesat la 27 iunie 2018
- „Lecția engleză“ - Sever Voinescu, Dilema Veche (2018)”, dilemaveche.ro, accesat la 6 iulie 2018
- „Despre România neîmblânzită“ - Gianina Corondan, Pagini românești (2018), accesat la 6 martie 2021